# 여행의 기술
《여행의 기술》은 2012년 SBS에서 방송된 텔레비전 여행 프로그램이다.

## 에피소드
| 번호 | 제목                                 | 여행자 | 여행지                 | 본 방송 날짜     |
| ---- | ------------------------------------ | ------ | ---------------------- | ---------------- |
| 1    | "힐링의 섬으로 떠나다"               | 김완선 | 오키나와               | 2012년 8월 24일  |
| 2    | "나를 찾는 모험"                     | 슈     | 돗토리                 | 2012년 8월 31일  |
| 3    | "유인영이 떠나는 ‘자아성찰 여행’"    | 유인영 | 앙코르 와트            | 2012년 9월 7일   |
| 4    | "박시은, 나에게 주는 선물 같은 여행" | 박시은 | 타이루거, 지우펀, 쓰펀 | 2012년 9월 14일  |
| 5    | "바다, 내안에 쉼표를 찾아 떠나다"    | 바다   | 교토, 오사카           | 2012년 9월 28일  |
| 6    | "워킹맘 변정민, 꿈을 찾아 떠나다!"   | 변정민 | 홍콩                   | 2012년 10월 5일  |
| 7    | "먹고 기도하고 사랑하라"             | 안혜경 | 발리 섬                | 2012년 10월 12일 |
| 8    | "과거로 떠나는 시간여행"             | 최여진 | 마쓰야마               | 2012년 10월 19일 |